# Izernore
Izernore is een gemeente in het Franse departement Ain (regio Auvergne-Rhône-Alpes). Izernore telde op 1 januari 2022 2.262 inwoners.

## Geschiedenis
Isarnodurum was vanaf de tweede eeuw v.Chr. een nederzetting van de Gallische stam der Sequani. De plaats groeide na de komst van de Romeinen en kreeg een tempel en thermen. Rond het centrum met straten en winkels lagen villa's. Gezien de omvang van de nederzetting had deze waarschijnlijk de status van een vicus. Isarnodurum overleefde de val van het West-Romeinse Rijk. Tegen de zesde eeuw lag de nederzetting voor een deel in puin. In de middeleeuwen was Izernore nog maar een klein dorp.
Vanaf de jaren 1920 kwam er enige industrie in de gemeente. In de jaren 1970 verhuisde een deel van de plasticindustrie van Oyonnax naar de omringende gemeenten en ook naar Izernore. Dit zorgde voor een sterke groei.

## Geografie
De oppervlakte van Izernore bedroeg op 1 januari 2022 20,86 vierkante kilometer; de bevolkingsdichtheid was toen 108,4 inwoners per km².
De onderstaande kaart toont de ligging van Izernore met de belangrijkste infrastructuur en aangrenzende gemeenten.

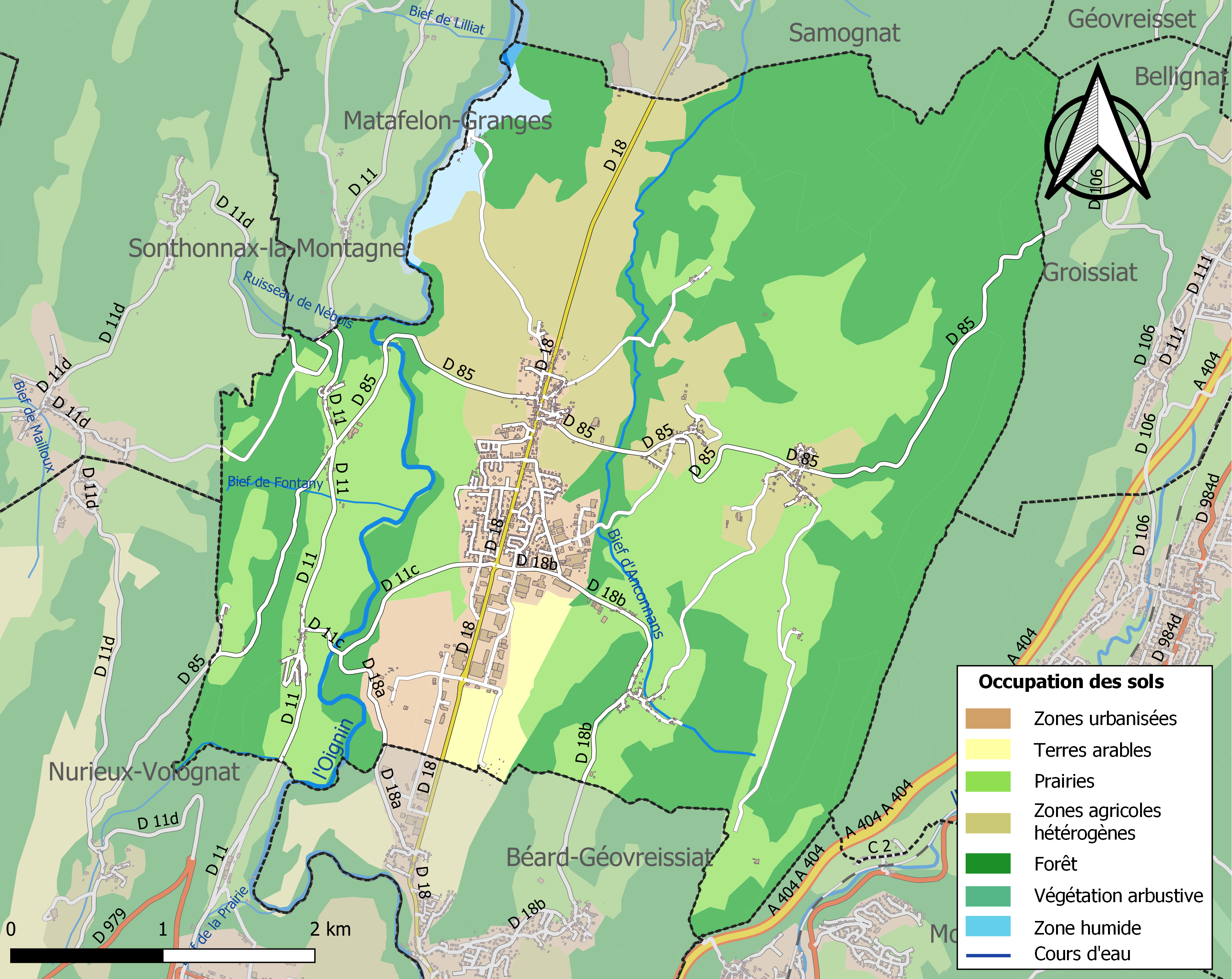

## Demografie
Onderstaande figuur toont het verloop van het inwoneraantal van Izernore vanaf 1962. De cijfers zijn afkomstig van het Frans bureau voor statistiek en bevatten geen dubbel getelde personen (volgens de gehanteerde definitie population sans doubles comptes).
Vanwege een beveiligingsprobleem met de MediaWiki Graph-software is het momenteel niet mogelijk deze grafiek weer te geven. Zodra de software is bijgewerkt zal de grafiek vanzelf weer zichtbaar worden.

## Geboren in Izernore
- Eugendus van Condat (450-510), heilige, abt van de abdij van Condat, later abdij van Saint-Claude genoemd.